# نورآقا سید
نورآقا سید (انگلیسی: Nour Aka Sayed؛ زادهٔ ۶ اکتبر ۱۹۴۴) یک کشتی‌گیر فرنگی اهل افغانستان است.
وی در کشتی‌گیران بازی‌های المپیک تابستانی ۱۹۶۴ شرکت کرده است.